# Hein Godenwind (Schiff, 1917)
Die Hein Godenwind war ein deutscher Fischdampfer bzw. Hilfsminensucher der Kaiserlichen Marine. Nach dem Ersten Weltkrieg wurde das Schwesterschiff des Vorpostenbootes Gorch Fock in Uruguay und Argentinien als Fischdampfer eingesetzt.

## Geschichte

### Im Ersten Weltkrieg
Die Hein Godenwind wurde am 16. März 1918 der Minensuch-Flottille der Ostsee, 7. Halb-Flottille, zugeteilt. Einzelheiten aus dieser Zeit sind nicht bekannt.

### Einsatz als Fischdampfer, Seeunfall 1925
Spätestens 1920 wurde der Dampfer in die Privatwirtschaft überführt und mit dem Fischereikennzeichen SG 106 für die Rostocker Firma Gebrüder Friedrich, Söhne, in Dienst gestellt. Bereits 1921 wurde sie nach Hamburg mit dem Fischereikennzeichen HH 159 überführt. Am 28. August 1922 wurde die Hein Godenwind von der „Hamburg-Elmshorner Heringsfischerei“ übernommen.
Am 5. September 1925 wurde der Dampfer nach Uruguay verkauft, behielt jedoch vorläufig seinen Namen. Bei der Überführung nach Montevideo stieß die Hein Godenwind unter Kapitän Franz am 17. September 1925, 00.30h, rund 12 Seemeilen westlich von Feuerschiff Elbe 1 mit dem Torpedoboot der Reichsmarine V 5, Kommandant Kapitänleutnant Kempe, zusammen. Dabei wurde die Hein Godenwind stark am Bug beschädigt. Sie entfernte sich unerkannt vom Unfallort und wurde erst später identifiziert. Sie lief wieder in Hamburg ein und wurde repariert. Die V 5 erlitt einen schweren Schaden im Heizungsraum; der Heizer Schuchte wurde verletzt im Backbordseitenbunker eingeklemmt, Das übrige Heizerpersonal konnte den Heizraum durch einen Notausgang verlassen. Die V 5 konnte jedoch aus eigener Kraft die Fahrt nach Wilhelmshaven fortsetzen. Bei der Verhandlung am Seeamt Hamburg am 26. September 1926 wurde dem Schiffsführer der Hein Godenwind die Schuld am Seeunfall zugewiesen, da er ausweichpflichtig gewesen wäre.
In Uruguay wurde die Hein Godenwind in Enrique V umbenannt. 1931 wurde sie nach Argentinien verkauft und in Blanca umbenannt. 1964 wurde sie aus dem Schiffsregister gelöscht.

### Namensherkunft
1917 erhielt der Werftbesitzer Julius Caesar Stülcken, Förderer von Gorch Fock, zur Würdigung des im Vorjahr in der Skagerrakschlacht auf der Wiesbaden Gefallenen vom Reichsmarineamt die Erlaubnis, vier zukünftige Einheiten der Kaiserlichen Marine, die auf der Stülcken-Werft gebaut wurden, nach Gorch Fock und seinen Werken zu benennen:
- 1. die Gorch Fock
- 2. die Seefahrt ist Not
- 3. die Hein Godenwind (nach Gorch Focks Roman Hein Godenwind, de Admiral von Moskitonien, Leipzig 1911)
- die Finkenwärder (nach Gorch Focks Geburtsort Finkenwärder).

## Schwesterschiffe
Fischindustrieller, Groß-Hansdorf, Steinwärder, Senator Strandes, Dietmar Koel, Fischhandel, Bahrenfeld, Kaiser Leopold, Admiral Parseval, Sonnin, Nikolaus Schoke, Heinrich Jenevelt, Flottbeck, Ker-Ysa, Ker-Yar-Vor, Westerland, Gorch Fock, Seefahrt ist Not, Gerda, Schiewenhorst, Othmarschen, Jeverland.